# Банда Станислава Смеяна
Банда Станислава Смеяна — преступное формирование, орудовавшее в России в начале 1990-х годов, одна из самых жестоких банд Московской области в истории современной России.

## Предыстория
Станислав Смеян отличался маленьким ростом. Он начал свою преступную деятельность с квартирных краж. Используя своё телосложение, он пролезал в открытые форточки. Так продолжалось до первого ареста. Его приговорили к 1,5 годам исправительных работ.
Когда в очередной раз Смеян проник в чужую квартиру, застал там хозяина. Станислав достал свой нож и припугнул им мужчину, сам же забрал ценные вещи и деньги, после чего покинул квартиру. Хозяин квартиры вызвал милицию, Смеяна задержали и приговорили к 5 годам лишения свободы.

## Преступная деятельность
Освободившись летом 1992 года, Смеян подался в Москву. Первые тяжкие преступления он совершал в одиночку. В Москве он сразу же совершил тройное убийство в одном из домов по Николоямскому переулку. Двое из убитых были несовершеннолетними. Всех Смеян сначала связал, затем заставил сказать, где деньги и ценности, а после чего убил всех ударами ножа, 
затем покинул квартиру и отправился на вокзал.

Виктор Корякин

В электричке Смеян познакомился с двумя женщинами, выпил с ними. Вскоре выяснилось, что одна из них проживает в городе Покров Владимирской области, где жил и Смеян. Он проводил её до дома и остался там. Через четыре дня в квартире появился муж женщины — Виктор Николаевич Корякин, 1969 года рождения, уроженец Владимирской области. После непродолжительной, но бурной сцены Корякин сдался на милость победившему сопернику. А Смеян пригласил его работать с ним. И Корякин согласился.
17 ноября 1992 года Корякин и Смеян совершили вооружённое нападение на пожилую женщину в подъезде. Женщине нанесли шесть ножевых ранений, но она осталась жива.
Вскоре в их компании появляется Елена Ларичева, 1971 года рождения, уроженка Владимирской области. Жена Корякина поняла, что её миссия завершена, и покинула любовника и мужа. Ларичева, в отличие от предшественницы, принимает правила игры, и на следующее дело они отправились уже втроём. Дебют был успешным и лёгким — хозяев не оказалось дома.
Решив на какое-то время не показываться в Москве, 4 декабря 1992 года Смеян, Корякин и Ларичева отправляются в район подмосковного города Ступино. Сойдя на станции Акри, Смеян выбирает частный дом, раздаёт оружие и распределяет роли. С наступлением темноты Ларичева постучалась в дверь, сказала, что её машина сломалась, и попросила инструменты. Хозяин дома, 67-летний Иван Филатов, открыл дверь. Ворвавшись в дом, Корякин и Смеян связывают хозяина, его жену и внука. Собрав вещи, Смеян заставил Корякина убить мальчика ударами ножа. Корякин нанёс 22 колотые раны. Затем Смеян взял топор и зарубил обоих Филатовых. Невероятно, но и на этот раз одна из жертв, Виктория Филатова, осталась жива, однако, стала инвалидом и ничем следствию помочь не могла.
Деятельность банды набирала обороты. В это время любой хозяин более-менее приличного дома (из тех, что бандиты рассматривали в качестве потенциального объекта нападения) становился заложником преступников. В сущности Смеян и компания предложили им разновидность игры в русскую рулетку: окажешься дома — лишишься жизни. А Смеян развлекался, тыча пальцем в первый понравившийся дом. Так и случилось 9 декабря 1992 года. Самым несправедливым образом распорядилась судьба с зубным техником Евгением Сальновым из города Электроугли. Вспомнив, что забыл накормить собаку, Сальнов вернулся на полчаса домой. Смеян, Корякин и Ларичева уже заканчивали паковать вещи, когда Сальнов появился на пороге. Поняв, в чём дело, он стал умолять не убивать его, но Смеян налил ему стакан водки, а затем убил ударами топора.
Перед самым Новым годом в банду Смеяна вошёл новый член — Анатолий Егоркин. Смеян предложил встретить грядущий праздник солидно, по его же собственным словам, «как Ельцин». По странному совпадению женой Егоркина была вторая женщина, с которой Смеян познакомился в электричке после своего первого нападения. Бандиты совершили ещё ряд краж.
Отпраздновав Новый год, 14 января 1993 года Смеян, Корякин и Егоркин решили совершить нападение на заранее присмотренный первым дом в Кашире. Даже несмотря на то, что в этот раз в доме находилось сразу пять человек, действовали хладнокровно. Корякин связывал жителей дома, Егоркин «стоял на стрёме», а Смеян паковал вещи. После этого Смеян предложил Егоркину убить кого-нибудь из хозяев. Неожиданно Егоркин отказался, завязалась драка. Егоркин выбил из рук Смеяна обрез, и пули попали в пол и потолок. Пока Смеян перезаряжал обрез, Егоркин убежал. Затем Смеян и Корякин убили всех жителей дома. Однако и на сей раз одна из жертв осталась жива — пуля прошла навылет через голову, не задев жизненно важных частей мозга.

## Арест, следствие и суд
Вечером того же дня, когда было совершено убийство четырёх человек, Смеян, Ларичева и Корякин были арестованы. Вскоре арестовали и Анатолия Егоркина. Все четверо охотно давали показания, признавшись в совершении убийств десяти человек, трое из которых — несовершеннолетние.
20 марта 1993 года Смеян повесился в камере № 43 СИЗО города Ногинска, оставив предсмертную записку.
29 августа 1993 года коллегия по уголовным делам Московского областного суда признала всех оставшихся трёх обвиняемых виновными. Егоркин был приговорен к 8 годам лишения свободы, Ларичева — к 8,5. Виктора Корякина приговорили к высшей мере наказания — расстрелу. 13 апреля 1995 года Верховный суд России оставил приговор без изменения.